# Netrunner
Netrunner es un juego de cartas coleccionables (CCG) fuera de circulación diseñado por Richard Garfield, el creador de Magic: The Gathering . Fue publicado por Wizards of the Coast y presentado en abril de 1996. El juego se desarrollaba en el escenario del juego de rol (RPG) Cyberpunk 2020, pero también se inspiraba en el género cyberpunk.
En 2012, Fantasy Flight Games lanzó Android: Netrunner, un nuevo juego de cartas en base a Netrunner, con licencia de Wizards of the Coast . El juego usa el formato de Living Card Game de Fantasy Flight Games (tal como se utiliza en sus juegos Warhammer: Invasion, A Game of Thrones, Call of Cthulhu y Lord of the Rings), y comparte la ambientación ciberpunk de su juego de mesa Android.

## Modo de juego
Netrunner describe un combate en el ciberespacio entre una megacorporación mundial (la Corp) y un hacker (el Runner). El objetivo de la Corp es completar sus planes secretos antes de que el Runner pueda piratear y robar datos. Sin embargo, no es fácil, ya que la Corp cuenta con data forts  defensivos protegidos por programas informáticos malévolos conocidos como ICE (abreviatura de Intrusion Countermeasures Electronics). Los Runners utilizan sus propios programas especiales, llamados icebreakers, para penetrar y robar los planos ocultos. Todo esto se paga en el juego mediante bits (que representan la moneda utilizado en el juego), que consiguen y gastan durante el transcurso del juego.
Una característica interesante de Netrunner es su asimetría: cada lado tiene diferentes habilidades y usa cartas completamente diferentes que se distinguen por dorsos alternativos. Esto contrasta con la mayoría de los otros CCG, que generalmente representan una "batalla entre pares" donde cada oponente roba del mismo grupo de cartas. Aunque un jugador no tiene por qué jugar en ambos bandos, excepto en los torneos, muchos jugadores creen que un conocimiento firme de ambos conduce a una mejor capacidad general del jugador..
La colección de Cyberpunk 2020 Rache Bartmoss' Brainwave Blowout incluyó reglas sobre el uso de cartas Netrunner en lugar del sistema existente del juego de rol para simular el netrunning durante las sesiones de juego. También reformó al juego de rol con algunas de las cartas de la colección básica (el resto han sido mencionadas en uno u otro libro).

## Colecciones
- Colección básica de Netrunner (también conocido como Limited, v1.0) - 374 cartas - Fecha de lanzamiento: 26 de abril de 1996
- Proteus (v2.1) - 154 cartas - Fecha de lanzamiento: septiembre de 1996.[3]
- Silent Impact: nunca se publicó, el desarrollo se detuvo por WotC. Sin embargo, se emitió una serie de seis cartas etiquetadas como 'v2.0' como cartas promocionales para una colección básica de Netrunner 2.0, pero nunca se lanzó. Aunque originalmente aparecieron en Netrunner 1.0, estas seis cartas fueron revisadas para 2.0 y cuentan con nuevas ilustraciones y texto. Las seis cartas en cuestión son Forged Activation Orders, misc.for-sale, The Shell Traders, Pacifica Regional AI, Bizarre Encryption Scheme y New Galveston City Grid. Estas cartas son extremadamente raras.
- Classic (v2.2) - 52 cartas de la colección Silent Impact. Fecha de lanzamiento: noviembre de 1999.

Se han creado varias colecciones hechas por aficionados para Netrunner y lanzadas en línea. Muchas de ellas han sido sancionadas para jugar en torneos.

## Webrunner
Netrunner se lanzó con un protojuego de realidad alternativa llamado Webrunner: The Hidden Agenda, que presentaba a los jugadores como hackers contra la malvada corporación Futukora. Los jugadores atravesaron siete "puertas" con temas de rompecabezas para obtener los datos secretos ("agenda"). Webrunner: The Hidden Agenda fue el primer juego en línea relacionado con el lanzamiento de un producto, y apareció en la portada de la sección de tecnología de The New York Times .
Una secuela, Webrunner II: The Forbidden Code, siguió al lanzamiento de a la colección Proteus . En esto, los jugadores fueron elegidos como jefes de seguridad acosados por hackers.

## Juego en línea
La comunidad de Android: Netrunner juega en Jinteki.net, una plataforma web gratuita y de cuenta abierta con implementación de reglas.
Netrunner se podía jugar en línea a través de CCG Workshop en el pasado, pero Wizards of the Coast lo cerró. Ahora es posible jugar Netrunner en línea usando Magic Workstation en Runners' Net Archivado el 11 de agosto de 2006 en Wayback Machine., un sitio que también tiene chats IRC y foros para discutir el juego. Los jugadores también pueden usar otros motores CCG como LackeyCCG o Gccg, que les permite crear y compartir complementos para diferentes juegos de cartas y jugar en línea. Este juego ahora se puede jugar en el sistema de juego en línea OCTGN.

## Titularidad del producto
Zvi Mowshowitz, un conocido jugador del Magic: The Gathering, intentó a comprar la licencia de Netrunner de Wizards of the Coast después de que la empresa dejara de producir el juego. Las negociaciones, sin embargo, se desmoronaron sin ningún resurgimiento del juego o transferencia de propiedad.
En 2012, Fantasy Flight Games anunció que lanzaría una versión modificada de Netrunner, bajo licencia de Wizards of the Coast, llamada Android: Netrunner .
En 2018, Fantasy Flight Games anunció que concluía su colaboración con Wizards of the Coast para licenciar el desarrollo del juego. A partir del 22 de octubre de 2018, Fantasy Flight ya no vende productos Netrunner .
En agosto y septiembre de 2021, Wizards of the Coast renovó las marcas registradas para productos y contenido de Netrunner tanto físicos como digitales. Sin embargo, a partir del 23 de febrero de 2022, Wizards of the Coast presentó una Notice of Abandonment (Notificación de abandono) de la solicitud de marca registrada.

## Recepción
Andy Butcher hizo una reseña de Netrunner para la revista Arcane, calificándolo con un 9 sobre 10. Butcher comenta que " Netrunner casi no tiene fallas. Sin duda, es el mejor juego de cartas nuevo del año pasado, y posiblemente el mejor desde que Magic comenzó todo. Richard Garfield lo ha vuelto a hacer." 
Netrunner fue elogiado por críticos, como la revista InQuest, por su juego equilibrado y su impresionante diseño. En 1999, la revista Pyramid nombró a Netrunner como uno de los "The Millennium's Most Underrated Games (Juegos más subestimados del milenio)". Según el editor Scott Haring, "entre los conocedores del arte del diseño de juegos de cartas, Netrunner esta considero como uno de los juegos mejor diseñados de la historia".